# Lèmur mostela de Milne-Edwards
El lèmur mostela de Milne-Edwards (Lepilemur edwardsi) és una espècie de lèmur que pertany a la família dels lèmurs mostela (Lepilemuridae). Com tots els lèmurs, és endèmic de Madagascar. El seu hàbitat natural són els boscos secs tropicals o subtropicals. Està amenaçat per la pèrdua d'hàbitat. Aquest tàxon fou anomenat en honor del paleontòleg francès Alphonse Milne-Edwards.